# Трухново (Вологодская область)
Трухново — деревня в Чагодощенском районе Вологодской области.
Входит в состав Белокрестского сельского поселения, с точки зрения административно-территориального деления — в Белокрестский сельсовет.
Расположена на трассе А114. Расстояние по автодороге до районного центра Чагоды — 20,5 км, до центра муниципального образования села Белые Кресты — 20 км. Ближайшие населённые пункты — Колобово, Костылева Гора, Мардас.
По переписи 2002 года население — 2 человека.
Здесь в 1721 году умер валашский боярин Тома Контакузен.